# Centre régional de formation aux carrières des bibliothèques
En France, un réseau de 12 centres régionaux de formation aux carrières des bibliothèques (CRFCB) propose à des étudiants et à toutes les catégories de personnel, des formations adaptées aux métiers des bibliothèques, du livre et de la documentation :
- préparation aux concours des carrières de bibliothèques toutes catégories
- formation continue sur des thèmes couvrant l'ensemble des champs professionnels.
- participation aux diplômes et concours universitaires : DUT, DEUST, DU, CAPES de documentation.

Ils mettent à la disposition du public une documentation spécialisée sur les carrières et la profession et collectent des offres d'emploi.
Aux personnels des bibliothèques qui souhaitent se préparer aux concours et aux examens professionnels à distance, le CFCB met à disposition une plateforme Moodle d'autoformation en ligne. La convention qui encadre ce dispositif prévoit en outre des journées de regroupement et des épreuves sur table corrigés.
Implantés dans les Universités, disposant de moyens pédagogiques modernes, les CRFCB assurent un enseignement de proximité et de qualité.
Placés sous tutelle pédagogique du ministère de l'Enseignement supérieur et de la Recherche et du ministère de la Culture, les 12 centres de formation constituent un réseau de contacts et d'échanges entre les différents types de bibliothèques (lecture publique et bibliothèques d'études et de recherche gérées par l'État ou les collectivités territoriales).

## Liste des 12 CRFCB
- Bibliest à Dijon[1]
- Centre de formation aux carrières des bibliothèques d'Aix-Marseille, à Marseille[2]
- Centre de formation aux carrières des bibliothèques, Bretagne - Pays de la Loire à Rennes[3]
- MédiaNormandie à Caen[4]
- BibliAuvergne à Clermont-Ferrand[5]
- Médiad'Oc à Toulouse[6]
- Médiaquitaine à Bordeaux[7]
- Média Centre-Ouest - Poitiers[8]
- Médiadix à Nanterre[9]
- Médial à Nancy[10]
- MédiaLille à Lille[11]
- Médiat Rhône-Alpes à Grenoble / Lyon[12]